# Municipio de Wilcox (Illinois)
El municipio de Wilcox (en inglés: Wilcox Township) es un municipio ubicado en el condado de Hancock en el estado estadounidense de Illinois. En el año 2010 tenía una población de 189 habitantes y una densidad poblacional de 3,47 personas por km².

## Geografía
El municipio de Wilcox se encuentra ubicado en las coordenadas 40°19′10″N 91°25′12″O / 40.31944, -91.42000. Según la Oficina del Censo de los Estados Unidos, el municipio tiene una superficie total de 54.5 km², de la cual 52,1 km² corresponden a tierra firme y (4,4 %) 2,4 km² es agua.

## Demografía
Según el censo de 2010, había 189 personas residiendo en el municipio de Wilcox. La densidad de población era de 3,47 hab./km². De los 189 habitantes, el municipio de Wilcox estaba compuesto por el 100 % blancos. Del total de la población el 1,06 % eran hispanos o latinos de cualquier raza.